# 斯帕羅布什 (紐約州)
斯帕羅布什（英語：Sparrow Bush）是位於美國紐約州奧蘭治縣的普查規定居民點。

## 人口
根據2020年美國人口普查的數據，斯帕羅布什的面積為7.25平方千米，當中陸地面積為7.07平方千米，而水域面積為0.18平方千米。當地共有人口981人，而人口密度為每平方千米135.31人。